# Caherdavin
Caherdavin (Irlandés: Cathair Dháibhín, que significa "Fuerte de piedra de Dáibhín") es un distrito suburbano del norte de la ciudad de Limerick en el medio oeste de Irlanda . Tenía una población en 2002 de 6.613. 
Los hitos locales incluyen el campus Moylish del Instituto de Tecnología de Limerick, una universidad de tercer nivel y centro de investigación, el Centro Comercial Jetland que abrió en 2005, la Iglesia Caherdavin, construida en 1985, con escuelas primarias para niños y niñas contiguas (Scoil Chríost Rí y Mary Queen of Ireland respectivamente) y también hay St Nessan's Community College en la cercana finca Woodview. Tanto el Gaelic Grounds como el Thomond Park están cerca.

## Historia
Caherdavin fue originalmente parte de las "Libertades del Norte" otorgadas a Limerick Corporation en 1216 por King John. Siguió siendo parte de la ciudad de Limerick hasta 1840 cuando pasó a formar parte del nuevo Consejo del Condado de Limerick; regresó a la ciudad de Limerick en 2008. Era parte de la parroquia de St. Munchin, que originalmente se extendía a Cratloe en el condado de Clare, hasta que se formó la parroquia de Cristo Rey después del boom de la vivienda en la zona en la década de 1960. El sitio de Caherdavin fue desarrollado para viviendas en la década de 1960 y ha crecido rápidamente desde entonces. La industria se limita al Polígono Industrial Clondrinagh, que alberga principalmente talleres de estilo tradicional. La otra forma de empleo en el área es la industria de servicios, por ejemplo, hoteles, tiendas, consultorios médicos. En 2005 se inauguró el gran centro comercial Jetland, que ofrece un nuevo espacio comercial y un supermercado Dunnes Stores abierto 18 horas, que recientemente se ha convertido de 8 a. m. a 10 p. m. La tienda de Ivan está en Caherdavin Cross. El Banco de Irlanda trasladó recientemente su sucursal junto a Melvin Grove al Centro Comercial Jetland. La Cooperativa de Crédito Caherdavin está en Redgate. Hay un Tesco de 23 horas ubicado en el centro comercial Coonagh Cross en la rotonda de Coonagh.

## Organización
El distrito incluye las ciudades de Ballygrennan, Clonmacken, Caherdavin, Clonconane, Clondrinagh, Coonagh, Knock y Shannabummy. Desde el 11 de noviembre de 2016, esta área es parte de la ciudad de Limerick. Al sur y oeste se encuentra el río Shannon, mientras que hacia el este se encuentra la antigua ciudad de Limerick límite de ciudad y al norte se encuentra el límite con el condado de Clare . Una característica importante de la zona es que está dividida en cuatro subdistritos por la carretera Clonmacken, la carretera Ennis y la carretera Cratloe . Hay Caherdavin Lawn, Caherdavin Park y Caherdavin Heights. Caherdavin está aproximadamente a 2,4 km al norte del centro de la ciudad de Limerick.

## Clubs
El 23.º Grupo Scout de Limerick tiene su salón al lado de las escuelas primarias y ha estado activo durante más de 30 años. El Centro Comunitario alberga una sucursal de la biblioteca LCC. Las Guías Irlandesas están activas. La casa club y los terrenos de Na Piarsaigh GAA se encuentran en Caherdavin Lawn. Junto con Crowley School of Ballet y tap, The Caherdavin & District Credit Union está en Redgate. La iglesia local alberga tres coros: el coro mayor (que se presenta a las 10:30 de la misa del domingo), el coro folclórico (que se presenta a las 12 del mediodía en la misa del domingo y muchas otras funciones) y el coro de Taize (que se presenta a las 18:30 en la misa del sábado ). El Club Juvenil de Caherdavin, que es uno de los más antiguos de Limerick, opera desde el Centro Comunitario. Un grupo de exmiembros del club juvenil pasó a formar el equipo masivo de Caherdavin (CMC), que está formado por hombres y mujeres de veinte años que viven limpios y que se esfuerzan por hacer de Caherdavin un lugar mejor para jóvenes y mayores por igual. Hay un campo de juego en Caherdavin Park, cerca del hotel Greenhills, que es utilizado por los equipos de fútbol juvenil del Caherdavin Celtic FC y para otros deportes comunitarios.

## Transporte
Las carreteras pasan por los tres puentes de Shannon desde el centro de la ciudad a través de Caherdavin en dirección al aeropuerto de Shannon, Ennis y Galway . Muchos de los residentes del distrito están empleados en los polígonos industriales de Raheen y Castletroy, lo que se suma a los problemas de tráfico en las horas pico. Bus Éireann, el operador nacional de autobuses de Irlanda, proporciona varias rutas de autobús, pero como hay muy pocos carriles para autobuses, los autobuses deben competir con el tráfico privado. Los funcionarios de Bus Éireann se han quejado de que el viaje de ida y vuelta en la ruta LIT-UL (alrededor de 14 km) puede tardar hasta 2 horas. Los carriles para autobuses se introdujeron en Ennis Road durante el verano de 2007, aunque los efectos de estos aún están por verse. Se espera que un nuevo proyecto de túnel al oeste de la ciudad alivie la situación. El aeródromo de Coonagh, a pocos kilómetros al oeste de Caherdavin, proporciona acceso para aviones pequeños. Los aviones comerciales más grandes utilizan el aeropuerto de Shannon, que se encuentra a 20 km al oeste en el condado de Clare .